# リモネン-1,2-モノオキシゲナーゼ
リモネン-1,2-モノオキシゲナーゼ（limonene 1,2-monooxygenase）は、次の化学反応を触媒する酸化還元酵素である。
- (1) (S)-リモネン + NAD(P)H + H+ + O2 {\displaystyle \rightleftharpoons } 1,2-エポキシメント-8-エン + NAD(P)+ + H2O
- (2) (R)-リモネン + NAD(P)H + H+ + O2 {\displaystyle \rightleftharpoons } 1,2-エポキシメント-8-エン + NAD(P)+ + H2O

この酵素の基質は(S/R)-リモネン、NADH(NADPH)、H+とO2で、生成物は1,2-エポキシメント-8-エン、NAD+(NADP+)とH2Oである。
組織名はlimonene,NAD(P)H:oxygen oxidoreductaseである。